# يوسف إبراهيم السلوم
يوسف إبراهيم السلوم (1937 - 26 يوليو 2008) هوعسكري وسياسي وسفيراً سعودي.

## حياته ونشأته
ولد في الطائف سنة 1357هـ الموفق 1937م، وقد اكمل فيها مراحله الدراسية الأولى، ثم واصل في مثابرته لطلب العلم طيلة حياته حتى حصل على شهادة الدكتوراه من جامعة غلاسكو سنة 1995م.
وقد تمسك مناصب عديد ولها اعطى اهتمامه الكامل. حيث بدأ حياته العملية في المجال العسكري حتى نصب رتبة لواء ركن. ومن بعد تفرغ للسلك الدبلوماسي حيث عين سفيراً للمملكة لدى كينيا وممثلها لبرنامج الأمم المتحدة للبيئة. وقد عين الدكتور يوسف عضواً في مجلس الشورى لدورتين متتاليتين. وله من المؤلفات العديدة التي تندرج تحت مجالات متنوعة من العلوم العسكرية والبيئية والإدارية والتاريخية. عرف الدكتور بحرصه على طلب العلم ونشره. وقد انتقل إلى رحمة الله في يوم الخميس 1429/7/21هـ الموافق 2008/7/24م.

## المؤهلات العلمية
- الدكتوراه في التخطيط الاستراتيجي والتنمية من جامعة جلاسكو اسكوتلاندا - المملكة المتحدة[1]
- الماجستير في الإدارة العامة من جامعة كنساس - الولايات المتحدة
- الماجستير في العلوم العسكرية من كلية القيادة والأركان - الولايات المتحدة
- دبلوم الزمالة الدولية من كلية الحرب للجيش الأمريكي - الولايات المتحدة
- بكالوريس في الاقتصاد والعلوم السياسية من جامعة الملك سعود

## الحياة العملية[3]
- ضابط برتبة لواء ركن بالجيش السعودي إلى سنة 1414هـ
- آمين عام مجلس الخدمة العسكرية بالديوان الملكي 1409 - 1414 هـ
- سفير المملكة العربية السعودية لدى كينيا 1414 - 1417 هـ
- ممثل المملكة لدى برنامج الأمم المتحدة للبيئة 1414 - 1417هـ
- رئيس إدارة الجزيرة العربية بوزارة الخارجية 1417 - 1418 هـ
- عضو مجلس الشورى 1418 - 1426 هـ
- مستشار اقتصادي 1426 - 1429 هـ

## عضوية مجالس ولجان ومشاركات
- عضو سابق بإدارة مركز الملك فيصل للبحوث والدراسات الإسلامية.[4]
- عضو سابق بالجمعية العمومية بمؤسسة الملك فيصل الخيرية
- عضو لجنة الشؤون الأمنية بمجلس الشورى للدورة الثانية
- نائب رئيس لجنة الشؤون الاجتماعية والصحية والبيئة للدورة الثانية
- عضو لجنة الآنظمة والإدارة للدورة الثانية
- نائب رئيس لجنة الشؤون الخارجية بمجلس الشورى للدورة الثانية
- عضو لجنة الأنظمة والإدارة بمجلس الشورى للدورة الثالثة
- عضو لجنة الشؤون الخارجية للدورة الثالثة
- عضو الجمعية السعودية للإدارة
- عضو مشارك في مناقشة بعض الرسائل العلمية والإشراف على البعض الآخر في جامعة نايف العربية للعلوم الأمنية

## المؤتمرات والندوات
- شارك في المؤتمر الدولي الخاص بتأثير التنمية - الرياض 1995م
- رأس وفد المملكة في مؤتمر اتفاقية التنوع الأحيائي متعدد الأطراف في جزر البهاما 1994م
- رأس وفد المملكة في الاجتماع الثامن عشر لمجلس إدارة برنامج الأمم المتحدة للبيئة في نيروبي 1995م
- شارك في اللجنة الوطنية لدراسة إستراتيجية خطة التنمية الخمسية الثالث
- مؤتمر رسالة الجامعة بجامعة الملك سعود
- المؤتمر العالمي لتاريخ الملك عبد العزيز بجامعة الإمام محمد بن سعود الإسلامية بالرياض
- ندوات الإدارة العليا في معهد الإدارة العامة
- شارك في التدريس بمعهد الإدارة العامة

## الأوسمة
- وسام الملك عبد العزيز من الدرجة الثالثة
- وسام الملك عبد العزيز من الدرجة الرابعة
- وسام تحرير الكويت
- ميدالية التقدير العسكرية من الدرجة الأولى
- نوط الخدمة العسكرية